# Wolfgang Müller-Stoll
Wolfgang Richard Müller-Stoll (* 21. April 1909 in Karlsruhe; † 16. April 1994 in Potsdam; bis 1935 Wolfgang Müller) war ein deutscher Botaniker und Universitätsprofessor.
Sein botanisches Autorenkürzel lautet „Müll.-Stoll“.

## Leben und Wirken
Der Sohn eines Justizbeamten besuchte die Volksschule und das Realgymnasium in Karlsruhe. 1928 begann er das Studium der Naturwissenschaften, insbesondere der Botanik und Mikrobiologie an der Technischen Hochschule Karlsruhe sowie an der Universität Heidelberg. 1933 wurde er in Heidelberg mit einer Arbeit über die Symbiose von Holz abbauenden Insektenlarven, Pilzen und Bakterien zum Dr. phil. promoviert.
Im gleichen Jahr bekam er zunächst eine Anstellung als wissenschaftlicher Hilfskraft an den Badischen Landessammlungen für Naturkunde in seiner Heimatstadt und wurde noch 1933 wissenschaftlicher Assistent am Botanischen Institut der Universität Gießen.
Von 1934 bis 1938 war er Regierungsbotaniker am Badischen Weinbauforschungsinstitut in Freiburg im Breisgau unter der Leitung von Karl Müller. Am 21. August 1937 beantragte er die Aufnahme in die NSDAP und wurde rückwirkend zum 1. Mai desselben Jahres aufgenommen (Mitgliedsnummer 4.712.637).
1938 bekam Müller, der sich seit 1935 Müller-Stoll nannte, ein Stipendium am Botanischen Institut der Technischen Hochschule Stuttgart, von wo er auch eine Forschungsreise nach Südwestafrika begann. Dort wurde er 1940 interniert. Von 1941 bis 1944 Dozent an der Deutschen Schule Andalusia, wo er an der Gestaltung einer „Lager-Universität“ mitwirkte und für Internierte und Einheimische Vorlesungen und Kurse über Weinbau, Obstanbau und Weidewirtschaft hielt.
1944 kehrte er im Rahmen eines Gefangenenaustauschs nach Deutschland zurück. Von 1944 bis 1946 war Müller-Stoll wissenschaftlicher Assistent am Institut für Forstbotanik der Technischen Hochschule Dresden in Tharandt.
1946 habilitierte er sich für Botanik an der Technischen Hochschule Dresden mit einer Arbeit über fossile Hölzer und wurde stellvertretender Leiter des Forstbotanischen Instituts und Gartens in Tharandt, wo er von 1946 bis 1949 auch Forschungsbeauftragter des Sächsischen Ministeriums für Volksbildung war.
1949 erhielt Müller-Stoll einen Ruf als Professor für Botanik an die Brandenburgischen Landeshochschule Potsdam, ab 1951 Pädagogische Hochschule Potsdam genannt, wo er gleichzeitig Direktor des Instituts für Botanik wurde, das unter seiner Leitung trotz schwieriger Bedingungen zu einem über die DDR hinaus bekannten Forschungsinstitut wurde.
Da Müller-Stoll nach dem Bau der Berliner Mauer öffentlich demonstrierte, wurde er des Amtes als Direktor des Botanischen Instituts enthoben und erhielt Lehrverbot. Einige Mitarbeiter, die ihm offen ihre Sympathien bekundeten, wurden gemaßregelt. Müller-Stoll begründete seinen Protest gegenüber Mitarbeitern des Ministeriums für Volksbildung und der Pädagogischen Hochschule damit, dass „die Mauer die Spaltung Deutschlands zementiere und zur politischen, wirtschaftlichen und wissenschaftlichen Isolation eines Teils des deutschen Volkes führen würde“.
Von 1962 bis 1970 war er auf Initiative von Hans Stubbe an dessen Abteilung für Ökologische Pflanzenphysiologie Potsdam des Instituts für Kulturpflanzenforschung der Deutschen Akademie der Wissenschaften in Gatersleben angestellt, wo er 1970 pensioniert wurde. 1961 wurde er zum korrespondierenden und 1964 zum ordentlichen Mitglied der Deutschen Akademie der Wissenschaften zu Berlin gewählt.
Müller-Stoll war ein Pionier der ökologischen Pflanzenphysiologie. Sein Hauptinteresse galt der Mikrobiologie und Paläobotanik, der Holzanatomie, Pflanzenphysiologie und der ökologischen Pflanzensoziologie. Außerdem befasste er sich mit Aspekten von Landeskultur und Naturschutz.
Zeit seines Forscherlebens war er ein Gegner politischer Doktrinen in der Biologie. So wandte er sich unter anderem öffentlich gegen die von der SED propagierte „dialektisch-materialistische Genetik“ des sowjetischen Biologen Trofim Denissowitsch Lyssenko.
Nach der Wiedervereinigung setzten sich Schüler und ehemalige Mitarbeiter Müller-Stolls für dessen Rehabilitierung ein, die 1991 in einem Ehrenkolloquium an der Universität Potsdam erfolgte.

## Schriften
- Mikroskopie des zersetzten und fossilisierten Holzes. Frankfurt (Main) 1951
- Die Pflanzenwelt Brandenburgs. Berlin-Kleinmachnow 1955 (Hrsg.)
- Das Asplenietum serpentini und seine Kontaktgesellschaften auf dem Serpentinit-Komplex im Slavkovský les (Kaiserwald) bei Mariánské (Marienbad) in Westböhmen (ČSSR) – (mit Miloslav Toman). Feddes Repertorium 94(9-10):97-119, 1984
- Wasserhaushalt und Standortverhältnisse von Ilex aquifolium im Nordwesten der DDR – Archiv der Freunde der Naturgeschichte in Mecklenburg 27:54-75 1987
- Pflanzengesellschaften der Salzsümpfe und halophilen Moorwiesen in Brandenburg – (mit Götz, H. G.): Limnologica 18(1):183-224, 1987
- Wasserhaushalt und Standortsverhältnisse von Sarothamnus scoparius, Genista anglica, Erica tetralix und Calluna vulgaris im Nordwesten der DDR – In: Archiv der Freunde der Naturgeschichte in Mecklenburg 28:59.79 1988
- Wasserhaushalt und Standortsverhältnisse von Lonicera periclymenum und Hedera helix im Nordwesten der DDR – Archiv der Freunde der Naturgeschichte in Mecklenburg 28: 29-46 1988
- Zur Morphologie der Ölkörper der Lebermoose – (mit G. Ahrens): Feddes Repert. 101(9-10):547-560, 1990
- Vitalfärbung der Ölkörper der Lebermoose mit Diachromen und Fluorochromen – 1990
- Pflanzensoziologische Untersuchungen der Laubwald-Gesellschaften der Umgebung von Tharandt bei Dresden (mit Ursula Hartmann-Dick) – Folia Geobot. Phytotax. 27:1-48. 1992
- Beiträge zur Ökologie von Schwermetall-Pflanzen und ihren Gesellschaften – In: Archiv der Freunde der Naturgeschichte in Mecklenburg, ISSN 0518-3189, Bd. 32 (1993), S. 157–187